# مگنوس ساموئلسون
مگنوس ساموئلسون (سوئدی: Magnus Samuelsson؛ زادهٔ ۲۱ دسامبر ۱۹۶۹) بازیگر و ورزشکار سابق مسابقات قدرتی اهل سوئد است.
از فیلم‌ها یا برنامه‌های تلویزیونی که وی در آن نقش داشته است می‌توان به آخرین پادشاهی و قرون وسطایی اشاره کرد.